# Łucja z Lammermooru
Łucja z Lamermooru – opera tragiczna w stylu bel canto w trzech aktach z muzyką Gaetana Donizettiego i librettem Salvatora Cammarano, opartym na powieści Waltera Scotta Narzeczona z Lammermoor.

## Osoby
- Lucia (Łucja) Ashton – sopran (sopran koloraturowy)
- Enrico (Henryk) Ashton, brat Łucji – baryton
- Edgardo (Edgar), lord Ravenswood – tenor
- Lord Arturo (Artur) Bucklaw – tenor
- Raimondo (Rajmund), duchowny – bas
- Alisa, przyjaciółka Łucji – mezzosopran
- Normanno – tenor

## Treść
Akcja opery rozgrywa się w Szkocji, pod koniec XVI w.
Łucja i Edgar, szkoccy kochankowie, pomimo waśni między ich rodami, zaręczają się. Jednak brat Łucji, lord Henryk Ashton podstępnie doprowadza do ślubu siostry z lordem Arturem Bucklawem. Edgar przekonany o zdradzie Łucji, nie chce jej znać. Zrozpaczona dziewczyna wpada w obłęd, zabija Artura i umiera. Kiedy Edgar dowiaduje się o tragedii również zabija się. 

### Akt I

#### Odsłona 1
Rodziny Ashtonów i Ravenswoodów od lat toczyły zażarty spór. To Ashtonowie odnieśli w nim zwycięstwo, zabierając rywalom nawet rodzinny zamek. Zmiany polityczne zagrażają jednak utrzymaniu pozycji Ashtonów, toteż Henryk pragnie uzyskać protekcję polityczną, oddając swoją siostrę Łucję za żonę możnowładcy Arturowi Bucklawowi. 
W ogrodach Ravenswood Norman razem z gwardzistami Ashtonów poszukują intruza, który wszedł potajemnie na teren posiadłości Ashtonów. Okazuje się, że jest nim Edgar, ostatni z Ravenswoodów, który powrócił w ruiny należnej mu posiadłości. Wiadomość, że Edgar potajemnie spotyka się z Łucją, w której z wzajemnością się zakochał, wywołuje wściekłość Henryka. 

#### Odsłona 2
Łucja oczekuje Edgara, opowiadając swojej przyjaciółce Alisie o dziwnej wizji. Widziała w niej ducha dziewczyny zabitej z miłości przez jednego z Ravenswoodów. Alisa twierdzi, że jest to zły znak i radzi zakończyć znajomość z Edgarem. Łucja jest jednak pewna swoich uczuć. Gdy ukochany pojawia się na zamku z wieścią o rychłym wyjeździe do Francji, Łucja przysięga mu wieczną miłość mimo nieprzychylności brata. Edgar odwzajemnia przysięgę i odchodzi. 

### Akt II

#### Odsłona 1
Zbliża się ślub Łucji i Artura. Henryk, obawiając się, że jego siostra odmówi poślubienia niekochanego mężczyzny, pokazuje jej sfałszowany list udowadniający niewierność Edgara, który miał znaleźć sobie we Francji kochankę. Rajmund, dawny nauczyciel i spowiednik Łucji, namawia ją, by w związku z tym zrezygnowała ze swojej miłości i poddała się woli rodziny. 

#### Odsłona 2
Artur zjawia się na ceremonii ślubnej. Łucja zachowuje się dziwnie, lecz Henryk tłumaczy to jej żalem po śmierci matki i dochodzi do podpisania kontraktu ślubnego. Nagle pojawia się Edgar, jednak Henryk z triumfem pokazuje mu podpis Łucji na dokumencie. Edgar, uniesiony gniewem, wyrzuca obrączkę, którą niegdyś Łucja dała mu na znak miłości. Rajmund, powołując się na swój stan kapłański, zapobiega walce rywali i Edgar opuszcza zamek.

### Akt III

#### Odsłona 1
Henryk przybywa do Edgara, wyzywając go na pojedynek. Prowokuje go, mówiąc o tym, że Łucja właśnie przeżywa swoją noc poślubną. Wrogowie postanawiają walczyć o świcie wśród grobów Ravenswoodów. 

#### Odsłona 2
Rajmund przerywa uroczystości weselne, by poinformować zebranych, że Łucja oszalała i zamordowała swojego męża. Wkrótce zjawia się i Łucja, która w obłędzie wyobraża sobie swój ślub z Edgarem, a potem widzi zjawę dziewczyny rozdzielającą ją z ukochanym. Henryk oddaje siostrę pod opiekę Alisy i Rajmunda, a sam udaje się na spotkanie z Edgarem.

#### Odsłona 3
Edgar oczekuje Henryka u grobów Ravenswoodów. Na czele pochodu żałobnego pojawia się Rajmund i przekazuje Edgarowi wieść o śmierci Łucji. Edgar przebija się sztyletem.

## Historia powstania
Prapremiera dzieła miała miejsce 26 września 1835 w Teatro San Carlo w Neapolu. Cztery lata później kompozytor dokonał istotnych przeróbek przed wystawieniem opery w Paryżu. Francuska wersja sztuki w roku 1841 została również wystawiona w Stanach Zjednoczonych, poprzedzając włoską o kilka miesięcy. Premiera polska odbyła się w Teatrze Miejskim we Lwowie 29 grudnia 1838 (w  języku niemieckim).